# Lyonská univerzita
Lyonská univerzita (francouzsky: Université de Lyon), která se nachází ve francouzských městech Lyon a Saint-Étienne, je univerzitním a výzkumným centrem sestávajícím z šestnácti univerzitních institucí. Třemi hlavními univerzitami tohoto centra jsou Claude Bernard University Lyon 1 (zaměření na medicínu a přírodní vědy s cca 27 tisíci studenty), Lumière University Lyon 2 (zaměření na společenské vědy s cca 30 tisíci studenty) a Jean Moulin University Lyon 3 (zaměření na humanitní vědy a právo s cca 20 tisíci studenty).
Dalšími členskými institucemi Lyonské univerzity jsou:
- École normale supérieure de Lyon
- École centrale de Lyon
- INSA Lyon
- Institut d'Administration des Entreprises de Lyon
- École nationale supérieure des sciences de l'information et des bibliothèques (enssib)
- École vétérinaire de Lyon
- Université catholique de Lyon
- Jean Monnet University (Saint-Étienne)
- École nationale d'ingénieurs de Saint-Étienne, (ENISE)
- École nationale supérieure des mines de Saint-Étienne
- École supérieure de commerce et management (ESDES)
- École de management de Lyon
- Institut polytechnique de Lyon (CPE Lyon, ECAM Lyon, ISARA Lyon, ITECH Lyon)
- Institut d'études politiques de Lyon
- École nationale des travaux publics de l'État